# Escolania de Montserrat
L'Escolania de Montserrat és el cor de nois de veus blanques del Monestir de Montserrat. Canta diàriament (durant la salve i les vespres) a la Basílica, sovint amb una gran afluència de pelegrins i visitants de tot el món. És una de les institucions musicals més prestigioses i antigues d'Europa. Creada al segle xii a redós del monestir benedictí dalt de la muntanya, com tantes altres al servei de les comunitats i de les catedrals, dedicada al culte religiós, després de moltes vicissituds i transformacions encara avui presta servei religiós al Santuari dedicat a la Mare de Déu de Montserrat.

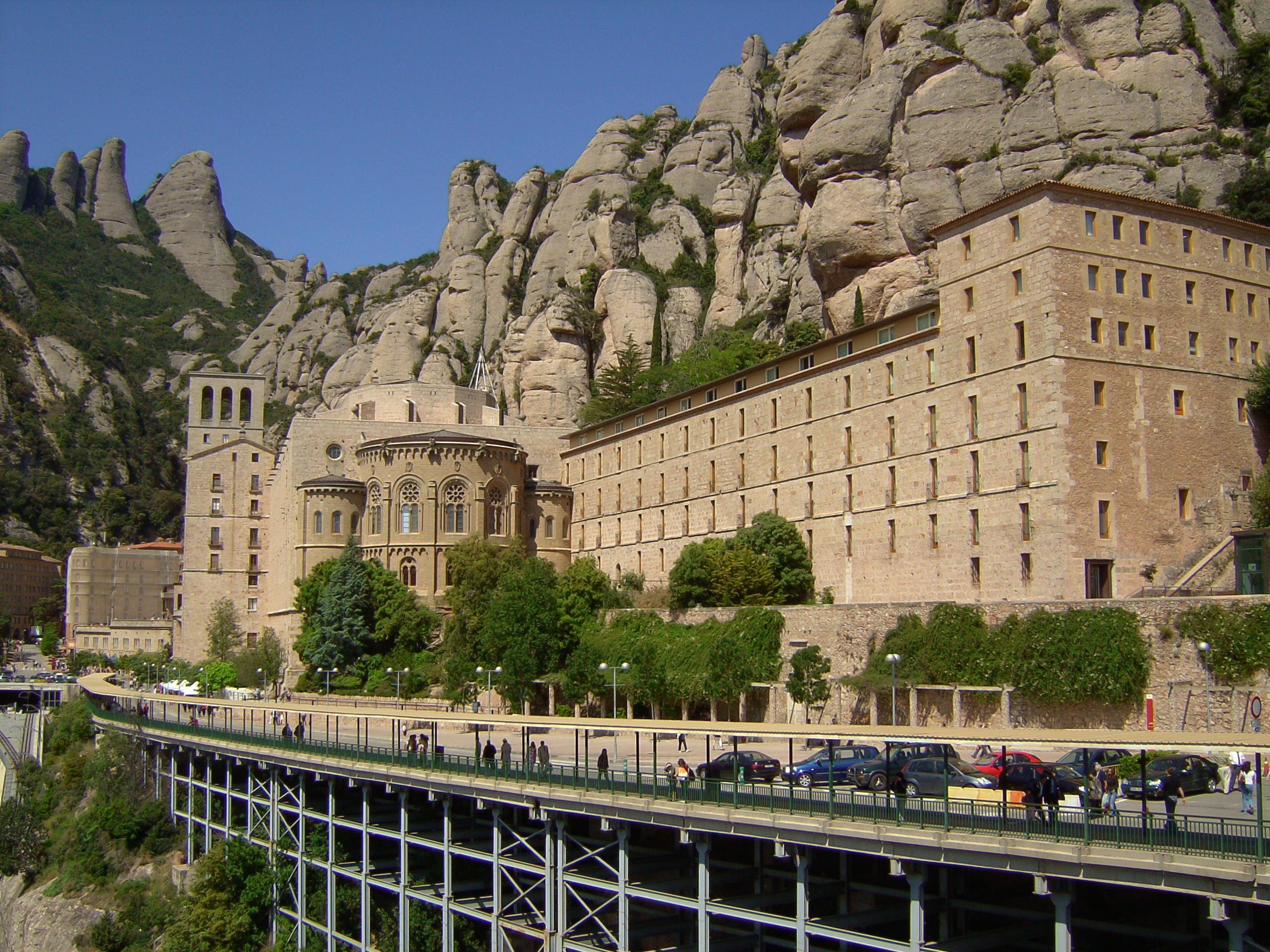
Edifici de l'Escolania de Montserrat des de l'exterior

L'Escolania està formada per més de cinquanta nois, de nou a catorze anys, procedents de tot Catalunya i també de la resta dels Països Catalans. Durant els anys que estudien a Montserrat fan els darrers cursos de primària i els primers de secundària, i també els estudis de música corresponents. Cada escolà estudia dos instruments, el piano i un segon instrument a escollir, a més de llenguatge musical, conjunt instrumental i cant coral, que constitueix l'especialitat de l'Escolania.
La finalitat de l'Escolania, avui, com en segles passats, és la participació diària en la pregària del santuari, juntament amb la gran afluència de pelegrins de tot el món i la difusió de la música sacra, així com la música coral, tant d'autors propis (Escola Montserratina), com de compositors internacionals. L'Escolania participa en les celebracions litúrgiques i la pregària comunitària que es fa a la basílica. Així, actualment, canten a les 13 hores, de dilluns a divendres, una Salve i el Virolai; i cada tarda de diumenge a dijous, a l'hora de Vespres, una Salve Montserratina i un Motet. Els diumenges canten a Missa Conventual i just en acabar la Salve i el Virolai.
L'Escolania de Montserrat està ubicada dins de l'espai que conforma l'Abadia de Montserrat, a la muntanya de Montserrat. L'edifici de l'Escolania és el primer que els visitants veuen de l'Abadia en arribar des de la carretera.

## Història
La història del cor es remunta a la fundació del monestir, al segle xii. En trobem referències documentals des de poc després, la qual cosa fa que l'Escolania pugui considerar-se l'escola de música en actiu més antiga d'Europa. Malauradament, durant la Guerra Civil Espanyola (1936-1939), l'activitat de l'Escolania es va veure interrompuda. Al llarg de la seva història, de l'escolania han sortit un bon nombre de mestres de capella i instrumentistes, a més de coneguts compositors i professors, que en conjunt han rebut el nom d'Escola Montserratina, entre els quals destaquen Joan March, Joan Cererols, Josep Martí, Benet Julià, Anselm Viola, Narcís Casanoves, Antoni Soler, Ferran Sors o, més modernament, Àngel Rodamilans, Anselm Ferrer, Ireneu Segarra, G. Odiló Planàs, Cassià Just, Gregori Estrada o Bernat Vivancos.
Des de finals dels anys 1960 l'Escolania va més enllà de la Basílica de Montserrat i fa alguns concerts per pobles de Catalunya o arreu del món. Els més destacats en els darrers anys han estat amb l'Orquestra de les Nacions, dirigits per Jordi Savall, la participació en l'òpera El somni d'una nit d'estiu de Benjamin Britten al Gran Teatre del Liceu de Barcelona i la participació en l'òpera La dama de piques, també al Gran Teatre del Liceu.
El 1997 es fundà la Capella de Música de Montserrat, formada per antics escolans, per acompanyar l'Escolania quan el repertori ho requereix.
L'any 1990 fou guardonada amb la Creu de Sant Jordi, concedida per la Generalitat de Catalunya. L'any 2005 l'Escolania fou condecorada amb la Corbata d'Alfons X el Savi pels seus mèrits en l'educació, docència i difusió de la cultura. Posteriorment, l'any 2011, va rebre el premi Ambaixadors del diari Regió 7 i el premi Bravo de Música.
Han fet gires internacionals a diversos països europeus, a la Xina i als Estats Units (2014). El 2017 van tornar als Estats Units, amb actuació al Capitoli de Washington el Dia de la Independència dels Estats Units d'Amèrica amb motiu de la celebració del centenari del naixement del president John F. Kennedy.
El març de 2023, la comunitat benedictina va aprovar la creació d’un cor mixt amb nois i noies per cantar als oficis religiosos un cap de setmana al mes, en paral·lel a l’Escolania. D’aquesta manera, per primera vegada l’Escolania de Montserrat permetia l’accés de veus femenines a la seva formació.

### Directors de l'Escolania des de finals delseglexix
- Manuel Guzmán (1846-1909), període 1889-1909[10]
- Ramir Escofet (1877-1911), període 1909-1911
- Anselm Ferrer (1885-1969), període 1911-1933
- Àngel Rodamilans (1874-1936), període 1933-1936
- David Pujol i Roca (1894-1979), període 1939-1953
- Ireneu Segarra i Malla (1917-2005), període 1953-1997[b]
- Jordi-Agustí Piqué i Collado (1963), període 1997-2001
- Joaquim Piqué i Calvo (1970), període 2001-2007
- Bernat Vivancos i Farràs (1973), període 2007-2014[12]
- Llorenç Castelló (1976), període 2014-2025[13]
- Pau Jorquera (1982) des de 2025

## Discografia
Discografia de l'Escolania de Montserrat ordenada cronològicament:
| Compositors                               | Títol del disc                                                      | Director                          | Acompanyament                                                                  | Número de catàleg                   | Data                     |
| ----------------------------------------- | ------------------------------------------------------------------- | --------------------------------- | ------------------------------------------------------------------------------ | ----------------------------------- | ------------------------ |
| Benjamin Britten i Felix Mendelssohn      | Escolania de Montserrat                                             | Ireneu Segarra                    | -                                                                              | DAM-2001 (catàleg antic)            | 1974                     |
| -                                         | Salzburger Domfestmesse                                             | Ireneu Segarra                    | Amb el Tölzer Knabenchor                                                       | DHM CD 05472 778452                 | 1974 (reedició del 2002) |
| Diversos autors                           | L'Escolania de Montserrat canta a la Mare de Déu                    | Ireneu Segarra                    | Orgue (Gregori Estrada)                                                        | DAM-2002 / DAM-3001 (catàleg antic) | 1974 i 1975              |
| Claudio Monteverdi                        | Vespro della Beata Vergine                                          | Ireneu Segarra                    | -                                                                              | DHM 2CD 82876 69997 2               | 1976 (reedició del 2005) |
| Tomas Luis de Victoria                    | Officium Defunctorum                                                | Ireneu Segarra                    | -                                                                              | DHM 2CD 82876 69997 2               | 1977 (reedició del 2005) |
| Pau Casals                                | Música Coral Sacra                                                  | Ireneu Segarra                    | -                                                                              | DAM-5007-CD                         | 1987 (reedició del 2005) |
| Anselm Viola                              | Missa "Alma Redemptoris Mater", algunes peces per a orgue i motetes | Ireneu Segarra                    | Orgue (Gregori Estrada)                                                        | DAM-5008-CD                         | 1989 (reedició del 2005) |
| Narcís Casanoves                          | Responsoris de Nadal                                                | Ireneu Segarra                    | Cor i Orquestra d'Antics Escolans i orgue (Gregori Estrada)                    | DAM-5008-CD                         | 1989 (reedició del 2005) |
| Diversos autors                           | Música coral sacra                                                  | Ireneu Segarra                    | Orgue (Cassià M. Just)                                                         | DAM-5011-CD                         | 1991 (reedició del 2005) |
| Diversos autors                           | Polifonia de l'Escola de Montserrat                                 | Ireneu Segarra                    | -                                                                              | DAM-5012-CD                         | 1993 (reedició del 2005) |
| Palestrina                                | Missa "de Beata Virgine" i diversos motets marians                  | Ireneu Segarra                    | -                                                                              | DAM-5009-CD                         | 1994 (reedició del 2005) |
| Diversos autors                           | L'Escolania de canta                                                | Jordi-Agustí Piqué                | -                                                                              | DAM-5001-CD                         | 1998                     |
| Narcís Casanoves                          | Narcís Casanoves                                                    | Jordi-Agustí Piqué                | -                                                                              | DAM-5002-CD                         | 1999                     |
| Cant gregorià i litúrgic; diversos autors | Vespres a Montserrat                                                | Joaquim Piqué i Lluís M. Miralvés | Orgue (Eduard Vila Perarnau)                                                   | DAM-5004-CD                         | 2003                     |
| Diversos autors                           | O vos omnes                                                         | Joaquim Piqué                     | Orgue (Eduard Vila Perarnau)                                                   | DAM-5005-CD                         | 2004                     |
| Francesc Civil                            | El nostre Nadal                                                     | Joaquim Piqué                     | Orquestra Simfònica "Julià Carbonell"                                          | DAM-5014-CD                         | 2006                     |
| P. Miquel López                           | "Missa a Onze" a 8 veus, obres per a orgue "Antiphonae B. M. V."    | Joaquim Piqué                     | Grup instrumental "La Caravaggia" i Capella de Música de Montserrat.           | DAM-5015-CD                         | 2007                     |
| Narcís Casanoves                          | Officium Hebdomadae Sanctae                                         | Bernat Vivancos                   | Violoncel (Oleguer Aymaní), contrabaix (Abigail Herrero) i orgue (Eduard Vila) | DAM-5016-CD                         | 2009                     |
| P. Àngel Rodamilans                       | Moreneta en sou                                                     | Bernat Vivancos                   | Orgue (Mercè Sanchis)                                                          | DAM-5022-02-CD                      | 2012                     |
| Bernat Vivancos                           | In Montibus Sanctus                                                 | Bernat Vivancos                   | Orgue (Mercè Sanchis), BCN Barcelona Metall Quintet                            | DAM-5023-CD                         | 2013                     |
| P. Ireneu Segarra                         | Salve Regina. Música del P.Ireneu Segarra                           | Llorenç Castelló                  | Orgue (Mercè Sanchis i Vicenç Prunés)                                          | DAM-CD                              | 2017                     |
| Diversos autors                           | Ressons de la nostra terra                                          | Llorenç Castelló                  | Piano i orgue (Vicenç Prunés).                                                 | DAM-72933-CD                        | 2020                     |